# Coprini
Els Coprini són una tribu d'escarabats de la subfamília dels escarabats piloters (Scarabaeinae). Varen ser classificats per primera vegada pel biòleg William Elford Leach el 1815.

## Característiques
Scholtz et al. els descriuen com escarabats tunelers de color negre brillant, d'entre nou i trenta mil·límetres de llargada i de cos convex. També, però, afirmen que l'agrupació basada en aquestes característiques té poca validesa filogenètica i que és probable que la classificació de diversos gèneres d'aquesta tribu i de relacionades pugui canviar.

## Taxonomia
La tribu coprini comprèn més de 900 espècies en 21 gèneres diferents:
- Canthidium Erichson, 1847
- Catharsius Hope, 1837 (Àfrica i Asia)
- Chalcocopris Burmeister, 1846 (Brazil)
- Copridaspidus Boucomont, 1920 (Àfrica)
- Copris Geoffroy, 1762 (cosmopolità, introduït a Austràlia i Hawaii)
- Coptodactyla Burmeister, 1846 (Austràlia, Melanèsia)
- Dichotomius Hope, 1838 (Amèrica)
- Heliocopris Hope, 1837 (Àfrica tropical i Àsia sudoriental)
- Holocanthon Martínez & Pereira, 1956
- Holocephalus Hope, 1838 (Brasil meridional, Paraguai)
- Isocopris Pereira et Martínez (Brazil)
- Litocopris Waterhouse, 1891 (Àfrica)
- Macroderes Westwood, 1876 (Sud-àfrica)
- Metacatharsius Paulian, 1939 (Àfrica)
- Ontherus Erichson, 1847 (Amèrica Central i Amèrica del Sud)
- Parachorius Harold, 1873
- Pseudocopris Ferreira, 1960 (Angola, Congo, Moçambic, Tanzània, Zàmbia i Zimbabwe)
- Pseudopedaria Felsche, 1904 (Àfrica tropical)
- Synapsis Bates, 1868
- Thyregis Blackburn, 1904 (Àsia)
- Xinidium Harold, 1869 (Sud-àfrica)

## Ecologia
La majoria de les espècies són nocturnes i copròfagues, tot i que algunes també són necròfagues. Enterren la femta en túnels poc profunds primer per després utilitzar-la per a la construcció de nius en túnels més profunds.